# Замелкишна
Замелкишна — деревня в Котласском районе Архангельской области.

## География
Находится в юго-восточной части Архангельской области к востоку от автодороги 11К-342 на расстоянии приблизительно 44 км на восток по прямой от административного центра округа города Котлас на левобережье реки Виледь.

## История
В 1859 году здесь (деревня Сольвычегодского уезда Вологодской губернии) было учтено 2 двора. До 2022 года входила в Черёмушское сельское поселение до его упразднения.

## Население
Численность населения: 17 человек (1859 год), 2 (русские 100 %) в 2002 году, 6 в 2010.